# ماته اترویچ
ماته اترویچ (کرواتی: Mate Eterović؛ زادهٔ ۱۳ ژوئیهٔ ۱۹۸۴) یک بازیکن فوتبال اهل کرواسی است که برای باشگاه فوتبال پیکان تهران بازی می‌کند.